# Paweł Bluszcz
Paweł Bluszcz (ur. 18 września 1881 w Łaziskach Górnych, zm. 1944 w KL Gross-Rosen) – polski górnik, działacz związkowy i komunistyczny.

## Życiorys

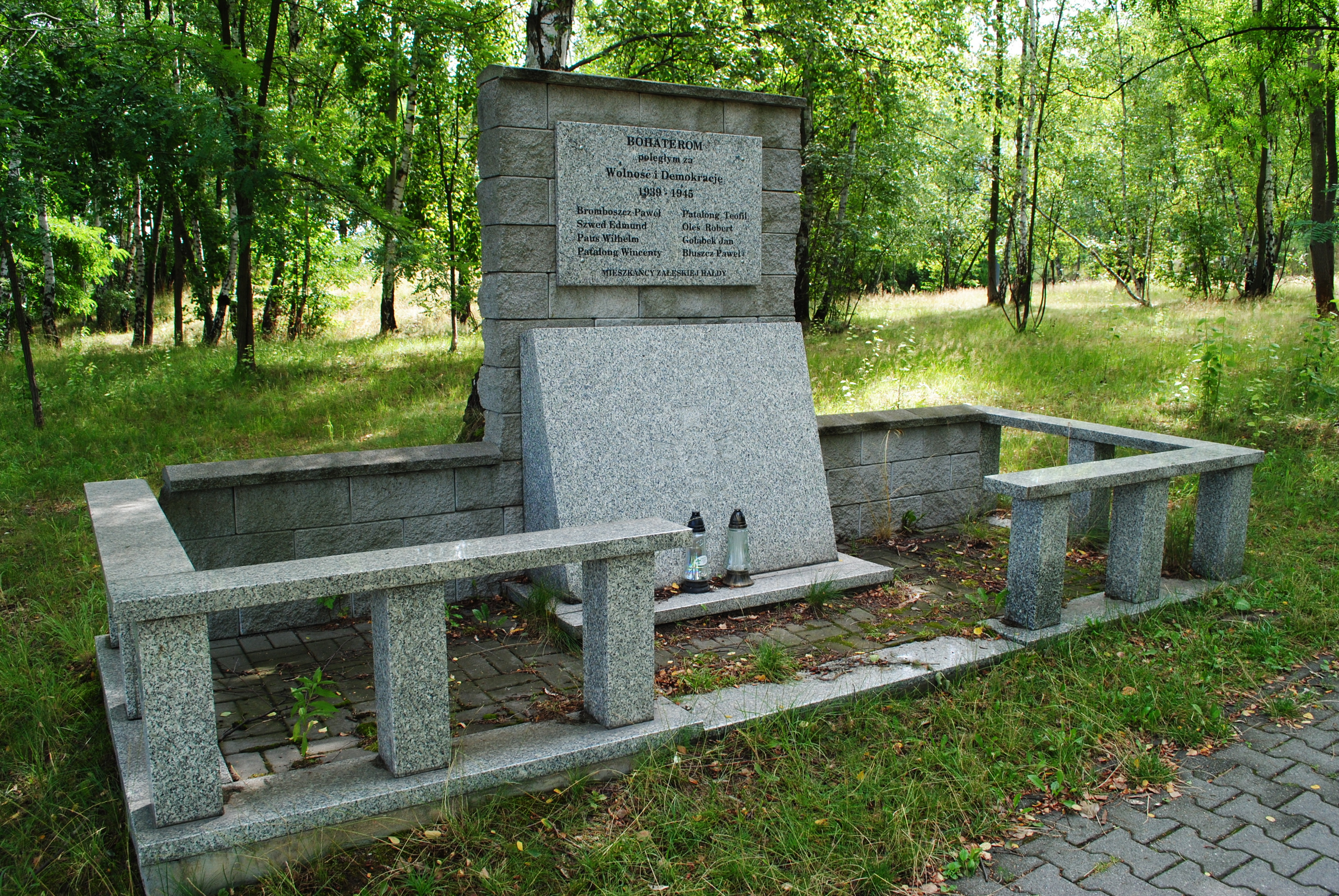
Pomnik poświęcony poległym za Wolność i Demokrację przy skwerze A. Węglarczyka w Katowicach, na którym wyryto nazwisko Pawła Bluszcza

Urodził się 18 września 1881 roku w Łaziskach Górnych w rodzinie robotniczej. Po ukończeniu szkoły powszechnej, mając 17 lat zaczął pracę w kopalni „Brade” (późn. „Bolesław Śmiały”). Pracował następnie jako górnik w różnych kopalniach na obszarze Górnego Śląska, a w latach 1911–1913 w kopalni „Oheim” (późn. „Wujek”) w Brynowie. Już od młodych lat związał się z ruchem robotniczym początkowo jako działacz związkowy, a następnie jako członek Polskiej Partii Socjalistycznej.
Podczas I wojny światowej, we wrześniu 1917 roku został powołany do armii niemieckiej i skierowany na front zachodni, skąd zdezerterował. Został aresztowany w Belgii i skazany przez sąd wojskowy na pięć lat więzienia. Wyrok odsiedział w więzieniu w Raciborzu. Po zakończeniu wojny wyszedł na wolność i przeniósł się wraz z rodziną do Załęskiej Hałdy (późn. część Katowic)  – mieszkał na terenie kolonii kopalni „Wujek”, a w grudniu 1918 roku wrócił do pracy na kopalni.
Był uczestnikiem powstań śląskich w latach 1919–1921.
Wystąpił z PPS i rozpoczął działalność w Związku Spartakusa, a od stycznia 1922 roku buł członkiem Komunistycznej Partii Robotniczej Polski – późniejszej Komunistycznej Partii Polski. Jako członek KPP był jednym z organizatorów strajków górniczych i robotniczych. Wchodził w skład kierownictwa Komitetu Okręgowego KPP oraz „Komitetu 21”. Po zwolnieniu z pracy na kopalni „Wujek” w 1934 roku dalej utrzymywał z kontakty z górnikami. Zorganizował tam strajk w 1936 roku. Jako korespondent Głosu Robotniczego, a później Wiadomości Robotniczych współpracował z Janem Kawalcem.
W okresie niemieckiej okupacji podczas II wojny światowej pracował jako kolejarz kolei wąskotorowej na terenie Katowic. Działał także w ruchu oporu. Wraz z Franciszkiem Rybką kierował na terenie Brynowa, Ligoty i Wełnowca działalnością Robotniczej Tajnej Organizacji Wojskowej. W 1942 roku był współorganizatorem i członkiem regionalnego Komitetu Obwodowego Polskiej Partii Robotniczej. Zorganizował komórkę partyjną kopalni „Wujek” i wraz z innymi członkami partii pomagał jeńcom sowieckim, organizując ucieczki oraz dostarczając żywność i ubiór. Pod koniec maja 1944 roku został aresztowany przez Gestapo i przewieziony do więzienia w Mysłowicach. Wywieziony został do niemieckiego nazistowskiego obozu koncentracyjnego Gross-Rosen. Tam też zmarł, a wiadomość o jego śmierci rodzina otrzymała 18 grudnia 1944 roku.
Był żonaty z Rozalią z d. Tydniarska, mieli czterech synów i córkę.

## Upamiętnienie
- Pomnik z kamienną tablicą upamiętniający osoby poległe w latach 1939–1945, w tym Pawła Bluszcza – skwer A. Węglarczyka w Katowicach, na terenie dzielnicy Załęska Hałda-Brynów[7],
- Szkoła Podstawowa nr 61 im. Pawła Bluszcza w Katowicach[8] (ul. Kołobrzeska 8) – obecnie im. Polskich Kawalerów Maltańskich[9],
- Tablica pamiątkowa (zdemontowana) na ścianie budynku dyrekcji kopalni „Wujek” (ul. W. Pola 65), która była wmurowana w 40. rocznicę powstania KPP; informowała, iż na kopalni „pracował i kierował walką rewolucyjną górników i robotników śląskich – Paweł Bluszcz”[10],
- Ulica Pawła Bluszcza w Katowicach[4], na terenie dzielnicy Śródmieście, 25 marca 1991 roku przemianowana na ulicę ks. bpa Arkadiusza Lisieckiego[11].